# Héctor Chazarreta
Héctor Alberto Chazarreta (nacido el 10 de agosto de 1955 en San Miguel de Tucumán) es un exfutbolista argentino y actual entrenador. Se desempeñaba como mediocampista y su primer club fue Tucumán Central. Fue campeón de Primera División de Argentina con Rosario Central.

## Carrera
Antes de su inicio como futbolista se desempeñó como monaguillo en la Iglesia de Leales, Tucumán. Sus primeros pasos en el fútbol los dio en Tucumán Central, disputando la Liga Tucumana de Fútbol. Junto a Eduardo Bacas fue reclutado por Atlético Ledesma de Jujuy, equipo que entrenado por Ángel Tulio Zof, se erigía como uno de los clubes más fuertes del Noroeste argentino. 
Tras el retorno de Ángel Zof a la conducción de Rosario Central, tanto Chazarreta como Bacas fueron incorporados al canalla a su pedido en 1979. Su debut oficial con la casaca auriazul fue el 18 de marzo de 1979, cuando Central derrotó 3-1 a Colón en el Gigante de Arroyito, cotejo válido por la 3.ª fecha del Metropolitano.
Don Ángel moldeó el equipo llamado La Sinfónica, que se destacó por un gran nivel de juego, con un mediocampo compuesto por Chazarreta, Bacas, José Luis Gaitán y Eduardo Guiliano. Sin embargo, el cuadro rosarino no pudo coronarse en ese año, quedando eliminado tanto en el Metropolitano como en el Nacional en semifinales, primero por Vélez Sarsfield y luego por River Plate.
Al año siguiente llegaría finalmente el título; Rosario Central se consagró campeón del Nacional 1980, con Chazarreta jugando en 15 de los 20 partidos de su equipo y marcando un gol. Además, en el cotejo de ida por los cuartos de final ante Unión de Santa Fe el 30 de noviembre, Chazarreta debió ocupar el arco canalla en el último tramo del partido debido a la expulsión del guardavallas Ricardo Ferrero y a que su equipo había agotado los cambios, logrando mantener la valla en cero, finalizando la contienda con victoria de Central 2-0.
En 1981 disputó la Copa Libertadores; el año siguiente fue el de mayor cantidad de goles para el tucumano vistiendo la camiseta auriazul, marcando 15 tantos. Uno de ellos le dio la victoria a su equipo 1-0 frente a Boca Juniors en La Bombonera, cotejo disputado el 31 de octubre y válido por la 20.ª fecha del Metropolitano. Continuó en el cuadro rosarino hasta mediados de 1983, cuando fue cedido a préstamo a Independiente Medellín de Colombia.
Retornó a Arroyito en 1984, siendo partícipe de la mala campaña que derivó en la pérdida de la categoría. En sus dos ciclos en Central. Chazarreta disputó 192 partidos y convirtió 31 goles.  Su siguiente destino fue la ciudad de Córdoba. Jugó el Nacional 1985 para Racing, el Campeonato de Primera División 1985-86 para Talleres y retornó a la Academia de barrio Nueva Italia en 1987.
Volvió a jugar en su provincia natal al fichar por San Martín de Tucumán en 1988. Con el Santo protagonizó un hecho histórico al conseguir dos ascensos, de tercera a primera división, en la misma temporada. Primero obtuvo el denominado Zonal Noroeste al vencer a Güemes de Santiago del Estero en la final (5-1 y 0-1); luego participó del dodecagonal por el segundo ascenso a Primera División con nueve equipos de la Primera B Nacional y otros dos provenientes de la tercera categoría, Talleres de Remedios de Escalada (campeón de la Primera B Metropolitana) y Estación Quequén (campeón del Zonal Sureste). San Martín llegó a la final del reducido y derrotó a Chaco For Ever (1-0 y 2-0), materializando un ascenso más en la misma temporada.
Luego de jugar la primera rueda del Campeonato de Primera División 1988-89 para el equipo de La Ciudadela, Chazarreta completó dicho torneo defendiendo los colores de Talleres nuevamente. A mediados de 1989 emigró a Canadá, disputando los torneos de la Canadian Soccer League. Primero lo hizo por Hamilton Steelers, con el que logró ser subcampeón en la temporadas 1989 y 1990. Disputó luego la primera parte del Campeonato de 1991 para Toronto Blizzard antes de retornar a Argentina.
Disputó entonces el Campeonato Nacional B 1991-92 para Chaco For Ever; en la temporada siguiente retornó al fútbol de la Primera División al fichar nuevamente por San Martín de Tucumán. Allí se reencontró con el entrenador que lo insertó en el fútbol grande de Argentina, Ángel Tulio Zof. Pasó luego a Guaraní Antonio Franco, compitiendo en el Torneo Argentino, y luego cerró su carrera en un nuevo y definitivo paso por Talleres, en Primera División.

### Carrera como entrenador
Una vez cesada su actividad como futbolista se afincó en Córdoba. Comenzó a desarrollar la profesión de entrenador en las divisiones juveniles de Talleres; en 2006 se hizo cargo del primer equipo del Club Atlético Las Palmas, participante de la Liga Cordobesa de Fútbol. Obtuvo el título en ese mismo año, repitiendo en 2008 y 2009.
Nuevamente en Talleres, asumió la conducción técnica en forma interina del plantel mayor tras la salida de José María Bianco y hasta la llegada de Arnaldo Sialle. En 2013 volvió a ocupar el cargo durante algunas fechas ante la imposibilidad de Sialle para entrenar al equipo debido a una dolencia física.
Luego dirigió durante el Torneo Federal C 2015 a Atlético Pilares, equipo perteneciente a la Liga Sanrafaelina de Fútbol. A mediados de dicho año y hasta mayo de 2016 estuvo nuevamente al frente de Las Palmas, esta vez compitiendo en el Torneo Federal B.

## Clubes
| Club                   | País      | Año       |
| ---------------------- | --------- | --------- |
| Tucumán Central        | Argentina | 1975      |
| Atlético Ledesma       | Argentina | 1976-1978 |
| Rosario Central        | Argentina | 1979-1983 |
| DIM                    | Colombia  | 1983      |
| Rosario Central        | Argentina | 1984      |
| Racing de Córdoba      | Argentina | 1985      |
| Talleres (Córdoba)     | Argentina | 1985-1986 |
| Racing de Córdoba      | Argentina | 1987      |
| San Martín (Tucumán)   | Argentina | 1988      |
| Talleres (Córdoba)     | Argentina | 1989      |
| Hamilton Steelers      | Canadá    | 1989-1990 |
| Toronto Blizzard       | Canadá    | 1991      |
| Chaco For Ever         | Argentina | 1991-1992 |
| San Martín (Tucumán)   | Argentina | 1992-1993 |
| Guaraní Antonio Franco | Argentina | 1993-1994 |
| Talleres (Córdoba)     | Argentina | 1995      |

## Palmarés

### Como futbolista
| Título                     | Equipo                | País      | Año    |
| -------------------------- | --------------------- | --------- | ------ |
| Primera División           | C. A. Rosario Central | Argentina | N-1980 |
| Ascenso a Segunda División | San Martín de Tucumán | Argentina | 1988   |
| Ascenso a Primera División | San Martín de Tucumán | Argentina | 1988   |

### Como entrenador
| Título                   | Equipo     | País      | Año  |
| ------------------------ | ---------- | --------- | ---- |
| Liga Cordobesa de Fútbol | Las Palmas | Argentina | 2006 |
| Liga Cordobesa de Fútbol | Las Palmas | Argentina | 2008 |
| Liga Cordobesa de Fútbol | Las Palmas | Argentina | 2009 |